# Soko G-4 Super Galeb
G-4 Super Galeb là một máy bay phản lực huấn luyện/tấn công hạng nhẹ của Nam Tư/Serbia. Máy bay bay lần đầu tiên vào ngày 17 tháng 7 năm 1978 và bắt đầu sản xuất hàng loạt vào năm 1983. Nó được chế tạo để thay thế cho loại máy bay G-2 Galeb và Lockheed T-33 trong Không quân Nam Tư. G-4 Super Galeb không phải là một cải tiến của G-2 Galeb như trong một số sách đã nêu, đây là một thiết kế hoàn toàn mới.

## Phát triển
Vào đầu thập niên 1990, G-4 đã thất bại trong cuộc cạnh tranh với các loại máy bay khác thuộc chương trình Hệ thống máy bay huấn luyện sơ cấp liên hợp ở Hoa Kỳ, nhưng nó lại được các phi công lái máy bay thử nghiệm của Mỹ đánh giá cao. Trong cuộc đua này người thắng cuộc là Raytheon/Pilatus với mẫu máy bay T-6 Texan II.
Có một thiết kế cho phiên bản một chỗ của G-4 có lẽ gọi là G-5, nó có khả năng tấn công lớn hơn bao gồm cả một radar. Dự án G-5 đã phải dừng lại khi Liên bang Cộng hòa Xã hội Chủ nghĩa Nam Tư tan rã.

### G-4M Super Galeb
Phiên bản mới nhất của G-4 là G-4M, hiện nay nó đang được thử nghiệm cấp cao, nó được thiết kế bởi Lola Utva và kiểm tra nghiên cứu bởi Trung tâm thử nghiệm bay Batajnica. So sánh với nguyên bản G-4, thì G-4M có thể mang trọng lượng lớn hơn, có hệ thống điện tử hàng không tiên tiến hơn, một hệ thống dẫn đường/tấn công tích hợp, và hệ thống hiển thị trước mặt phi công HUD, thích ứng với yêu cầu của hệ thống HOTAS, và có thể mang tên lửa điều khiển không đối không và không đối đất. Serbia đã lập kế hoạch để nâng cấp mọi chiếc G-4 của mình thành G-4M.

## Quá trình hoạt động
G-4 được tham chiến rộng rãi trong cả Chiến tranh Bosnia và Chiến tranh Kosovo, trong các cuộc chiến này chung thường được sử dụng trong vai trò tấn công mặt đất.
Trong suốt thời gian xảy ra Chiến tranh Bosnia, lực lượng của quân đội Cộng hòa Srpska (VRS) đã gián tiếp sử dụng những chiếc G-4 Super Galeb. Không quân Hoa Kỳ cho là đã bắn hạ vài chiếc Super Galeb, nhưng những tuyên bố này đã được rút lại khi những tổn thất chính thức của VRS được công bố gồm có 6 J-21 Jastreb và 2 J-22 Orao, những chiếc máy bay này bị rơi do cả từ quân địch lẫn tai nạn. Sau chiến trang chỉ có 1 chiếc G-4 Super Galeb được giữ lại trong Không quân Cộng hòa Srpska, còn lại những chiếc khác đã bay đến Serbia.

## Các nước sử dụng

### Hiện nay
Serbia
- Không quân Serbia - sử dụng 25 chiếc G-4, đang nâng cấp thành G-4M.

 Cộng hòa Srpska
- Không quân Cộng hòa Srpska - sử dụng 1 chiếc G-4.

 Myanmar
- Không quân Myanmar - sử dụng 12 chiếc G-4.

 Montenegro
- Không quân Montenegro - 9 chiếc G-4 nhưng không hoạt động thường xuyên.

### Trước đây
Liên bang Cộng hòa Xã hội Chủ nghĩa Nam Tư
- Không quân Nam Tư - sử dụng 60 chiếc

 Cộng hòa Liên bang Nam Tư
- Không quân Cộng hòa Liên bang Nam Tư / Serbia và Montenegro - sử dụng 40 chiếc

## Thông số kỹ thuật (G-4)

### Đặc điểm riêng
- Phi đoàn: 2
- Chiều dài: 11.86 m (38 ft 11 in)
- Sải cánh: 9.88 m (32 ft 5 in)
- Chiều cao: 4.28 m (14 ft ½ in)
- Diện tích cánh: 19.5 m² (209.90 ft²)
- Trọng lượng rỗng: 3.134 kg (6.909 lb)
- Trọng lượng cất cánh: 4.800 kg ()
- Trọng lượng cất cánh tối đa: 6.300 kg (13.889 lb)
- Động cơ: 1× Rolls-Royce Viper 632-46, lực đẩy 17.8 kN (4.000 lbf)

### Hiệu suất bay
- Vận tốc cực đại: Mach 0.86 (901 km/h / 560 mph)
- Tầm bay: 600 km (373 miles)
- Trần bay: 15.000 m (49.212 ft)
- Vận tốc lên cao: 1.800 m/phút (5.905 ft/phút)
- Lực nâng của cánh: n/a
- Lực đẩy/trọng lượng: n/a

### Vũ khí
- 1x pháo 23 mm
- Mang được 1200 kg vũ khí bao gồm tên lửa, bom

### Máy bay có tính năng tương đương
- Aero L-39 Albatros
- Jet Provost
- Fouga Magister
- Aermacchi MB-339
- PZL TS-11 Iskra

### Danh sách tiếp theo
- G-2 - G-4